# Episodi di Mai dire sì (terza stagione)
La terza stagione della serie televisiva Mai dire sì, composta da 22 episodi, è andata in onda per la prima volta negli Stati Uniti dal 25 settembre 1984 al 14 maggio 1985 sulla NBC.
| nº | Titolo originale                 | Titolo italiano          | Prima TV USA      | Prima TV Italia   |
| -- | -------------------------------- | ------------------------ | ----------------- | ----------------- |
| 1  | Steele at It                     | La daga degli Asburgo    | 25 settembre 1984 | 19 settembre 2008 |
| 2  | Lofty Steele                     | Violazione di domicilio  | 2 ottobre 1984    | 22 settembre 2008 |
| 3  | Maltese Steele                   | L'isola del tesoro       | 26 ottobre 1984   | 23 settembre 2008 |
| 4  | Second Base Steele               | Gioco pericoloso forzato | 23 ottobre 1984   | 24 settembre 2008 |
| 5  | Blue Blooded Steele              | Sangue blu               | 30 ottobre 1984   | 25 settembre 2008 |
| 6  | Steele Your Heart Away           | Amnesia                  | 13 novembre 1984  | 26 settembre 2008 |
| 7  | A Pocketful of Steele            | Borseggio con destrezza  | 20 novembre 1984  | 29 settembre 2008 |
| 8  | Puzzled Steele                   | Partita a scacchi        | 27 novembre 1984  | 30 settembre 2008 |
| 9  | Cast in Steele                   | Cinema che passione      | 4 dicembre 1984   | 1º ottobre 2008   |
| 10 | Breath of Steele                 | A un soffio dalla morte  | 11 dicembre 1984  | 2 ottobre 2008    |
| 11 | Let's Steele a Plot              | Terribili segreti        | 18 dicembre 1984  | 3 ottobre 2008    |
| 12 | Gourmet Steele                   | Gourmet da uccidere      | 8 gennaio 1985    |                   |
| 13 | Stronger Than Steele             | Affare atomico           | 15 gennaio 1985   |                   |
| 14 | Have I Got a Steele for You      | Una fabbrica di bambole  | 22 gennaio 1985   |                   |
| 15 | Springtime for Steele            | Paura in palcoscenico    | 29 gennaio 1985   |                   |
| 16 | Steele in the Family             | Un tesoro di nipote      | 5 febbraio 1985   |                   |
| 17 | Diced Steele                     | La febbre del gioco      | 12 febbraio 1985  |                   |
| 18 | Now You Steele It, Now You Don't | Scatole cinesi           | 5 marzo 1985      |                   |
| 19 | Illustrated Steele               | Assassinio a fumetti     | 12 marzo 1985     |                   |
| 20 | Steele in the Chips              | La formula segreta       | 19 marzo 1985     |                   |
| 21 | Steele Trying                    | Occasione mancata        | 7 maggio 1985     |                   |
| 22 | Steele of Approval               | Equivoci                 | 14 maggio 1985    |                   |

## La daga degli Asburgo
- Titolo originale: '
- Diretto da:
- Scritto da:

## Violazione di domicilio
- Titolo originale: '
- Diretto da:
- Scritto da:

## L'isola del tesoro
- Titolo originale: '
- Diretto da:
- Scritto da:

## Gioco pericoloso forzato
- Titolo originale: '
- Diretto da:
- Scritto da:

## Sangue blu
- Titolo originale: '
- Diretto da:
- Scritto da:

## Amnesia
- Titolo originale: '
- Diretto da:
- Scritto da:

## Borseggio con destrezza
- Titolo originale: '
- Diretto da:
- Scritto da:

## Partita a scacchi
- Titolo originale: '
- Diretto da:
- Scritto da:

## Cinema che passione
- Titolo originale: '
- Diretto da:
- Scritto da:

## A un soffio dalla morte
- Titolo originale: '
- Diretto da:
- Scritto da:

## Terribili segreti
- Titolo originale: '
- Diretto da:
- Scritto da:

## Gourmet da uccidere
- Titolo originale: '
- Diretto da:
- Scritto da:

## Affare atomico
- Titolo originale: '
- Diretto da:
- Scritto da:

## Una fabbrica di bambole
- Titolo originale: '
- Diretto da:
- Scritto da:

## Paura in palcoscenico
- Titolo originale: '
- Diretto da:
- Scritto da:

## Un tesoro di nipote
- Titolo originale: '
- Diretto da:
- Scritto da:

## La febbre del gioco
- Titolo originale: '
- Diretto da:
- Scritto da:

## Scatole cinesi
- Titolo originale: '
- Diretto da:
- Scritto da:

## Assassinio a fumetti
- Titolo originale: '
- Diretto da:
- Scritto da:

## La formula segreta
- Titolo originale: '
- Diretto da:
- Scritto da:

## Occasione mancata
- Titolo originale: '
- Diretto da:
- Scritto da:

## Equivoci
- Titolo originale: '
- Diretto da:
- Scritto da: